# Osami Nagano
Osami Nagano (永野 修身 Nagano Osami?,  15 de junio de 1880-5 de enero de 1947) fue un almirante de la flota japonés de la Armada Imperial Japonesa durante la Segunda Guerra Mundial. Pese a ser marino, Nagano pasó la mayor parte de su carrera en tierra sirviendo en los puestos de administración del Estado Mayor de la Armada.

## Biografía
Nagano nació en Kōchi de una familia de ex-samurái. En 1900, se graduó en la 28.ª promoción de la Academia Naval Imperial Japonesa, graduándose el 2.º de 105 cadetes. Como guardiamarina sirvió en el crucero Hashidate y en el acorazado Asahi, siendo ascendido a alférez y asignado al crucero Asama.
Tras su ascenso a teniente en 1905, Nagano sirvió en el acorazado Shikishima. En el mismo año hasta 1906, estudió artillería naval y navegación. Tras acabar sus estudios, fue el jefe de artillería del crucero Itsukushima hasta 1908. Un año después, se graduó en la Escuela de Guerra Naval.
Siendo promovido a capitán de corbeta en 1910, fue asignado como jefe de artillería del acorazado Katori. De enero de 1913 hasta abril de 1915, fue oficial de lenguaje en los Estados Unidos, tiempo en el cual estudió en la Escuela de Derecho Harvard.
En 1918, tras acabar la Primera Guerra Mundial, fue ascendido a capitán de navío, para, un año después, recibir su primer (y único) mando: el crucero ligero Hirado. Desde diciembre de 1920 sirvió como agregado militar en los Estados Unidos, asistiendo a la Conferencia Naval de Washington de 1921. Volvió a Japón en noviembre de 1923, siendo nombrado contraalmirante.
Para 1927, Nagano ya era vicealmirante y los años posteriores dirigió la Academia de la Armada Imperial. En 1934 fue ascendido a almirante y fue admitido en el Consejo Supremo de Guerra. Dos años después, en 1936, fue asignado Ministro de la Armada bajo la dirección del primer ministro Kōki Hirota. Al año siguiente fue asignado Comandante en Jefe de la Flota Combinada.

### Segunda Guerra Mundial
Desde 1941 hasta 1944 pasó a ocupar la jefatura del Estado Mayor de la Armada, año en que las derrotas militares sufridas por Japón le llevaron a perder la confianza del Emperador Hirohito, quien lo destituyó, encargando de su sustitución al primer ministro Hideki Tōjō y al Ministro de la Armada Shigetarō Shimada. Finalmente, con la aprobación del Emperador, sería el propio Shimada quien asumiría las antiguas funciones de Nagano.
Nagano era un declarado rival del almirante Isoroku Yamamoto y estaba en desacuerdo en cuanto al ataque a Pearl Harbor. Su postura cambió cuando el propio Yamamoto amenazó con su dimisión si no se aceptaba el ataque. La rivalidad se debía a que Yamamoto era un marino innovador y firme defensor de la aviación naval, mientras que Nagano era un conservador y hacía lo propio con la doctrina kantai kessen.
Fue ascendido a Almirante de la Flota en 1943. Dos años después, tras la derrota de Japón, Nagano fue detenido por los estadounidenses y acusado de crímenes de guerra por el Tribunal Penal Militar Internacional para el Lejano Oriente y murió en prisión por un ataque al corazón debido a la neumonía que padecía desde su encarcelamiento en la prisión de Sugamo.